# Frédéric Barais
Frédéric Barais  est un joueur français de volley-ball né le 10 décembre 1989. Il mesure 1,88 m et joue au poste de libero.

## Clubs
| Club          | De        | À |
| ------------- | --------- | - |
| Arago de Sète | 2009-2010 | … |

## Palmarès
- Championnat d'Europe des moins de 19 ans (1)
  - Vainqueur : 2007
- Championnat d'Europe des moins de 21 ans (1)
  - Vainqueur : 2008